# Pristolepis fasciata
Смуга́стий пристоле́піс (Pristolepis fasciata) — вид тропічних риб, що водиться в прісних водоймах М'янми, Таїланду, Камбоджі, В'єтнаму, Малайського півострова, островів Суматра і Калімантан.
Це найвідоміший представник роду пристолепіс (Pristolepis).

## Опис
Риби можуть сягати 21 см завдовжки і ваги понад 0,5 кг, але зазвичай бувають меншими. Тіло міцне, сильно стиснуте з боків. Рот порівняно малий, може трохи висуватися вперед. Верхня щелепа сягає переднього краю ока. Голова вкрита лускою. Зяброві кришки мають 1 або 2 шипи. Луска ктеноїдна. Бічна лінія розірвана.
Формула плавців: D XII-XIII/14-16, A III/8, C 14. Хвостовий плавець закруглений.
Забарвлення тіла зеленкувате або жовтувато-коричневе з 6-8 темними поперечними смугами, особливо виразними в молодому віці.  Кілька коротких темних смужок розташовано під оком. Грудні плавці жовтуваті, решта — зеленкуваті. Статеві відмінності не відомі.

## Спосіб життя
Смугасті пристолепіси мешкають в середніх і великих річках, заплавах, озерах, ставках та болотах. Тримаються у хащах прибережної рослинності, часто серед затоплених дерев і чагарників, на ділянках з повільною течією або й взагалі у стоячих водах. Частіше трапляються в озерах, ніж у річках.
Вид здійснює короткі сезонні міграції. На початку сезону дощів риби йдуть з великих річок до їх приток або в заплави, а з початком сухого сезону повертаються назад. Такі міграції пов'язують зі зміною рівня води у річках.
Харчуються переважно ракоподібними, їдять також личинок водяних комах, дрібних рибок, рослинну їжу.
Нерестовий період триває з березня по серпень. Плідність риб середнього розміру становить понад 30000 ікринок. Ікра сферична, плавуча, жовтого кольору. Самець, зазвичай будує гніздо із піни, збирає до нього ікру, а тоді охороняє кладку допоки мальки не попливуть.
Визрівають риби у віці близько 1 року, коли вони сягають 7-8 см завдовжки. Тривалість життя становить 4,4 роки.
Смугасті пристолепіси мають певну цінність для місцевих рибалок. Крім того, вони є комерційним об'єктом для утримання в декоративних акваріумах.

## Утримання в акваріумі
Вид зрідка імпортується до Європи. Для утримання смугастих пристолепісів найкраще підходить великий оглядовий акваріум. Їм пропонують міцний живий корм всіх видів, відповідного розміру. Температура води в межах 22-24 °С.